# Paiva Raposo (ator)

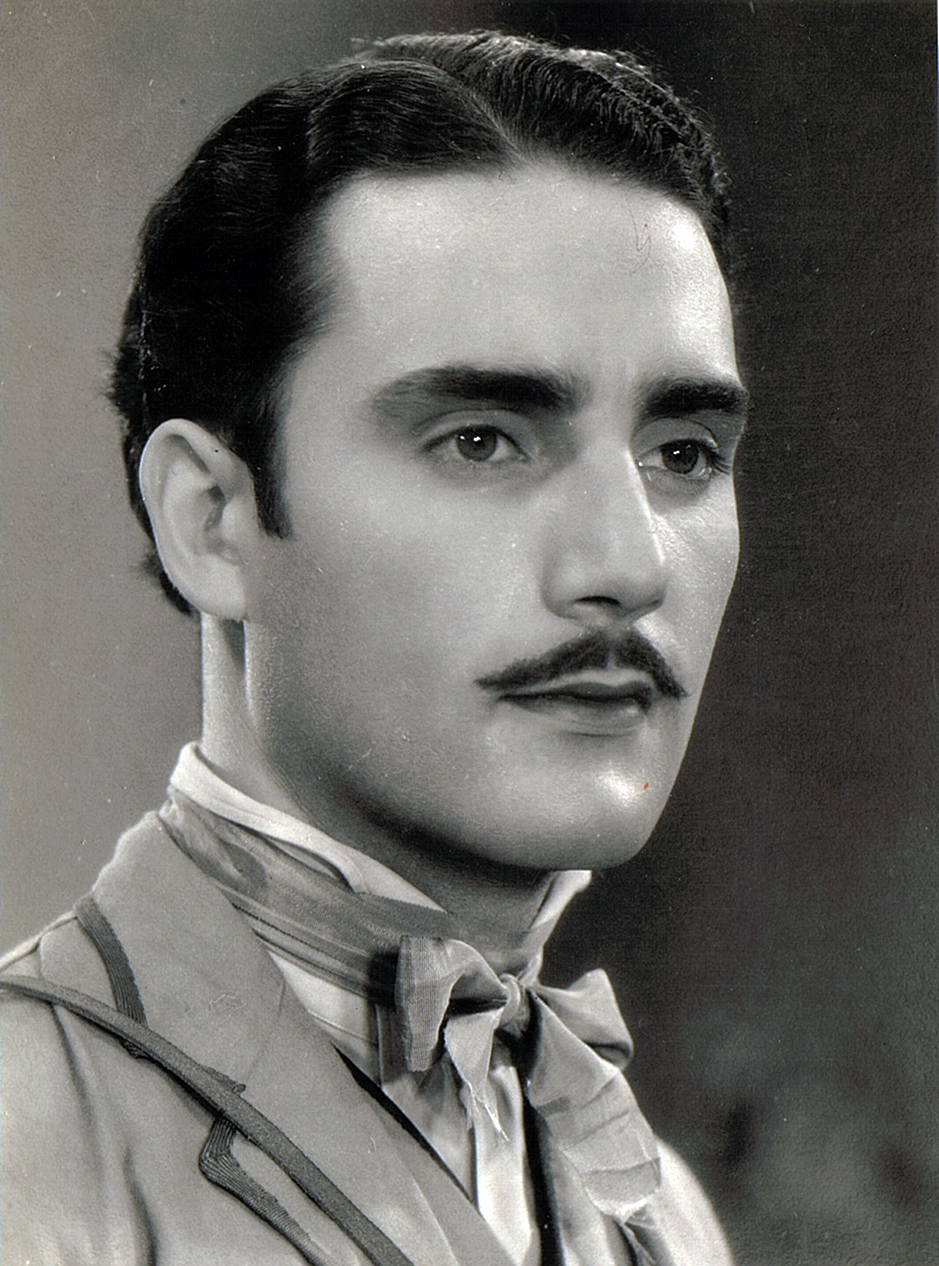
Ator Paiva Raposo em "A Morgadinha dos Canaviais"

António de Paiva Raposo Ferros ComSE (Lisboa, 5 de Fevereiro de 1911 – Cascais, 15 de Março de 1997), mais conhecido por Paiva Raposo, foi um ator português de teatro, cinema e televisão.

## Biografia
Nasceu em Lisboa a 5 de fevereiro de 1911. Filho de António Joaquim Ferros Júnior (Lisboa, 5 de fevereiro de 1888 - Lisboa, 9 de setembro de 1918), e de sua mulher Olívia de Paiva Raposo (Açores, Ribeira Grande – 3 de janeiro de 1891 – Lisboa – 1974).
Frequentou a Faculdade de Letras da Universidade de Lisboa no curso de Histórico-Filosóficas.
Casou com Maria Luísa Perry Vidal Gaia, de quem teve um filho, Luís António Gaia de Paiva Raposo Ferros.

## Carreira artística
Iniciou a sua carreira fazendo teatro amador no Grupo Dramático do Clube Estefânia. Em 1934 foi convidado por Leitão de Barros para ser um dos protagonistas do filme As Pupilas do Senhor Reitor (1935), onde desempenhou o papel de Daniel das Dornas. Em 1935 foi contratado pela Companhia Rey Colaço – Robles Monteiro, concessionária do Teatro Nacional Almeida Garret, e nela permaneceu a maior parte da sua carreira. Estreou-se com “A Melodia do Jazz-Band”, de Jacinto Benavente e encenada por Robles Monteiro. O seu talento e a sua dedicação fizeram com que, quer o cinema, quer o teatro não mais o deixassem de chamar.
Em 1946 recebeu, juntamente com Vasco Santana, uma Menção Honrosa do SNI pela sua atuação no filme “Camões”.[carece de fontes?] Foi agraciado pelo Presidente da República Mário Soares, com a comenda da Ordem Militar de Sant'Iago de Espada, a 10 de Junho de 1995. Faleceu em Cascais a 15 de Março de 1997.

## Teatro
- 1945 - "Othello, ou o Moiro de Veneza"[5]
- 1946 - "Antígona"
- 1946 - "Um Marido Ideal"[6]
- 1946 - "É Preciso Viver"
- 1947 - "Frei António das Chagas"
- 1947 – “Um Marido Ideal”
- 1948 - "A Águia de Duas Cabeças"
- 1948 – As Meninas da Fonte da Bica”
- 1949 - "Outono em Flor"
- 1949 – Espada de Fogo"
- 1951 - "Auto do Boticário"
- 1951 - "Nau Catrineta"
- 1952 - "A Ceia dos Cardeais"
- 1952 - "Sonho de uma noite de verão"
- 1953 – “Sonho de Uma Noite”
- 1953 – “Menina Tonta”
- 1953 - "A Taça de Oiro"
- 1953 – "Sete Gritos No Mar”
- 1954 - "A Hora da Fantasia"
- 1954 – “Farsa de Inês Pereira”
- 1954 – Prémio Nobel
- 1954 – “Breve Sumário da História de Deus”
- 1955 - "A Terceira Palavra"
- 1956 – “Santa Joana”
- 1956 – “Pleito de Família”
- 1957 - "O Revisor"
- 1957 – “As Bruxas de Salem”
- 1958 – “O Processo de Jesus”
- 1959 - "O Lugre"
- 1959 – “Guerra Fria”
- 1960 - "Do Alto da Ponte"
- 1961 – “D, Henrique de Portugal”
- 1961 – “Do Alto da Ponte”
- 1961 – A Sobrinha do Marquês”
- 1962 – “O Anjo Rebelde”
- 1962 – “Eva e Madalena”
- 1962 – “Os Maias”
- 1962 - "Peraltas e Sécias"
- 1962 – “Furacão sobre o Caine”
- 1963 – “A Peliça de Castor”
- 1963 - ”Tartufo”
- 1963 – "Trilogia das Barcas"
- 1963 - "La Contessa"
- 1963 - "Para Cada Um Sua Verdade"
- 1964 – “Macbeth”
- 1964 - "Delírio"
- 1964 – “O Motim”
- 1965 - ”A Escada”
- 1965 - "As Árvores Morrem de Pé"
- 1965 – “Apesar de Tudo”
- 1965 – “Auto da Alma”
- 1965 - "Ciclone"
- 1966 - "Os Velhos"
- 1966 – “Isabel de Inglaterra”
- 1966 - "Um Príncipe do Meu Bairro"
- 1966 - "O Emigrado"
- 1967 - "Senhora na Boca do Lixo"
- 1967 - "A Visita da Velha Senhora"
- 1967 – “Feliz Aniversário”
- 1968 - “As Três Perfeitas Casadas”
- 1968 - “A Volúpia da Honra”
- 1969 - “Frei Luis de Sousa”
- 1969 – “O Segundo Tiro”
- 1969 - “Os Visigodos”
- 1969 – “Espera Facetada”
- 1970 - "A Celestina ou A Tragicomédia de Calisto e Melibeia"
- 1970 – “O Rei Está a Morrer”

## Filmografia

### Cinema
- 1935 - "As Pupilas do Senhor Reitor" - Leitão de Barros,
- 1940 - "Pão Nosso" - Armando de Miranda,
- 1946 - "Camões" - Leitão de Barros,
- 1946 - "A Mantilha de Beatriz" - Eduardo Garcia Maroto,
- 1947 - "Aqui Portugal" - Armando de Miranda
- 1949 - "A Morgadinha dos Canaviais" - Caetano Bonucci,
- 1959 - "O Primo Basílio" - António Lopes Ribeiro,
- 1959 - "O Passarinho da Ribeira" - Augusto Fraga,
- 1962 - "Um Dia de Vida" - Augusto Fraga,
- 1966 – “Via Macau” – Jean Leduc
- 1987 - "O Desejado - As Montanhas da Lua" - Paulo Rocha.

### Televisão
- 1958 – O Doente Imaginário
- 1958 – O Céu da Minha Rua
- 1958 – A única Esperança
- 1958 – A Pousada da Felicidade
- 1959 – História de Uma Mulher
- 1960 – O Grilo da Lareira
- 1961 – O Capote
- 1961 – Os Sonhos Podem Esperar
- 1961 – O Tempo de Espera
- 1962 – O Pássaro de Fogo
- 1962 – O Inesperado Visitante
- 1966 – As Árvores Morrem de Pé
- 1966 – Os Velhos
- 1982 – Gente Fina É Outra Coisa